# 托爾欽 (斯塔羅西利齊市鎮)
50°30′38″N 28°57′31″E / 50.51056°N 28.95861°E
托爾欽（羅馬化：Torchyn）是烏克蘭中部的村落，隸屬日托米爾州日托米爾區斯塔羅西利齊市鎮，面積27.23平方公里，海拔高度180米，2001年人口810，人口密度每平方公里29.75人。